# IC1
O IC1 ou Itinerário Complementar do Litoral é um Itinerário Complementar de Portugal, que liga Caminha com Albufeira numa extensão de 737 km, passando por várias cidades do país. É uma ligação litoral entre a Região Norte e o Algarve, passando pelas regiões do Centro, Área Metropolitana de Lisboa e Alentejo.
Nas regiões do Norte e Centro, o IC 1 é constituído por várias autoestradas que formam a ligação. Da Área Metropolitana de Lisboa, atravessando o Alentejo até ao Algarve, o IC 1 é uma via rápida que não foi constituída numa autoestrada.

## Troços
| Designação | Troço                          | Km   | Região                                         |
| ---------- | ------------------------------ | ---- | ---------------------------------------------- |
| A28        | Caminha - Porto                | 95,5 | Norte                                          |
| VCI        | Porto                          |      | Norte                                          |
| A1         | Porto - Coimbrões              |      | Norte                                          |
| A44        | Coimbrões - Valadares          | 4    | Norte                                          |
| A29        | Valadares - Albergaria-a-Velha | 47,5 | Norte, Centro                                  |
| A25        | Albergaria-a-Velha - Aveiro    | 8,5  | Centro                                         |
| A17        | Aveiro - Marinha Grande        | 117  | Centro                                         |
| A8         | Marinha Grande - Frielas       | 124  | Centro, AM de Lisboa                           |
| A36        | Frielas - Prior Velho          |      | AM de Lisboa                                   |
| A12        | Prior Velho - Palmela          |      | AM de Lisboa                                   |
| A2         | Palmela - Landeira             |      | AM de Lisboa                                   |
| EN10       | Landeira - Marateca            |      | AM de Lisboa                                   |
| IC 1       | Marateca - Ferreiras           | 200  | AM de Lisboa, Alentejo, Algarve                |
| IC 1       | Valença - Ferreiras            | 603  | Norte, Centro, AM de Lisboa, Alentejo, Algarve |

## A norte do Tejo

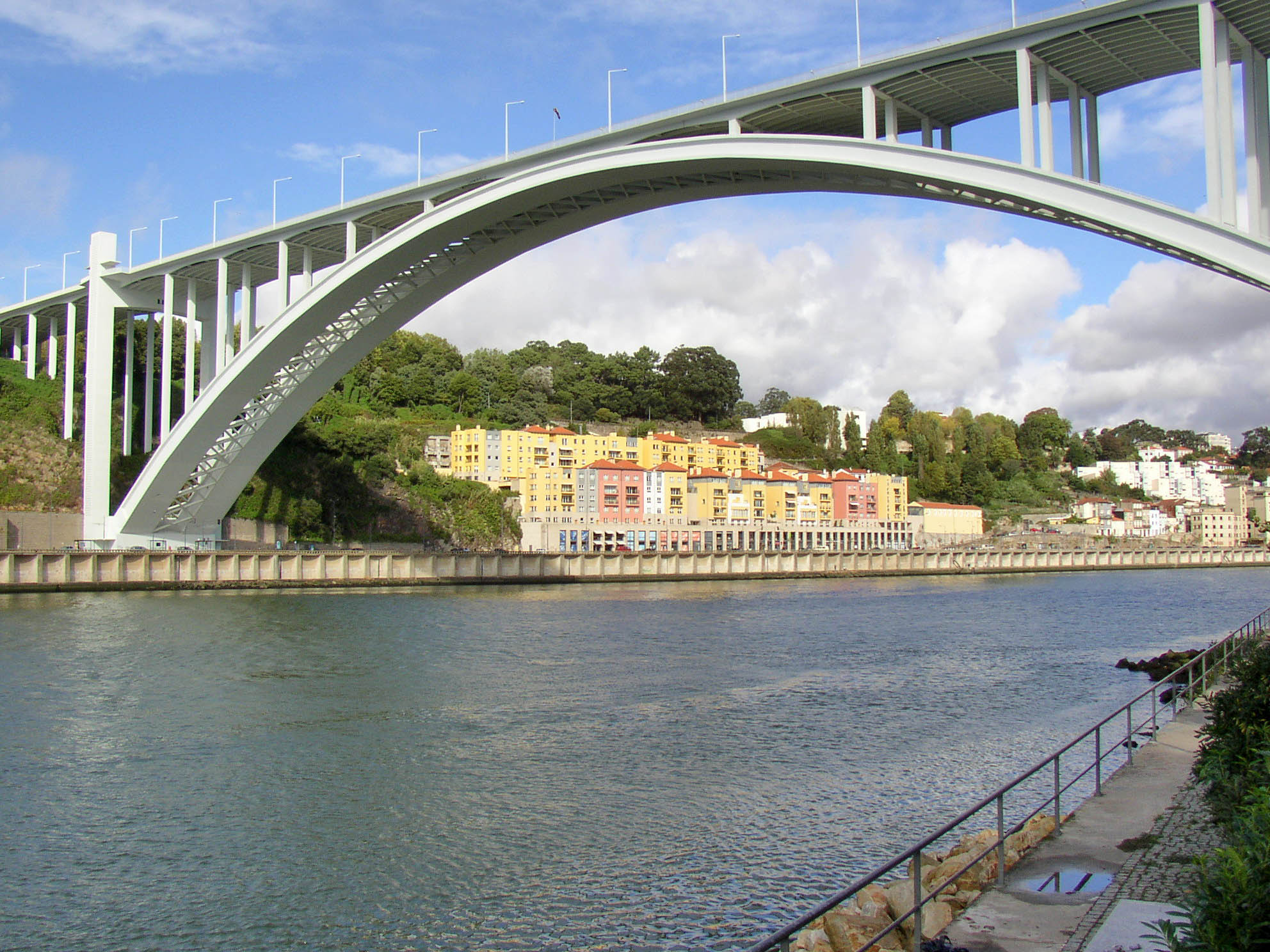
Ponte da Arrábida, principal obra de arte do IC1

A norte do Rio Tejo, o projecto foi concretizado, pois liga, sempre por auto-estrada, Lisboa a Caminha, sempre junto à costa marítima (está ainda previsto o seu prolongamento até Valença, desviando um pouco para interior, onde entroncará com a auto-estrada A 3). O primeiro troço é constituído pela autoestrada A 8, ligando Lisboa a Leiria, via Mafra, Torres Vedras, Bombarral, Óbidos, Caldas da Rainha e Nazaré. O segundo troço, classificado como parte da A 17, é o seguimento contínuo da A 8, até Aveiro. O seu percurso faz-se por Monte Real, Figueira da Foz, Vagos e Ílhavo. Segue mais para Norte, embora através de uma descontinuidade, pela autoestrada A 29 até Vila Nova de Gaia, via Ovar e Espinho. A entrada na cidade invicta é feita pela Ponte da Arrábida e percorre toda a zona oeste da cidade através da Via de Cintura Interna. Acede directamente a zonas influentes da cidade tais como Lordelo do Ouro, Foz do Douro, Boavista, etc. A partir do Porto, segue ainda mais para Norte, pela A 28, servindo localidades como Matosinhos, Vila do Conde, Póvoa de Varzim, Esposende e Viana do Castelo até ao seu término actual na N 13, em Caminha.

## A sul do Tejo

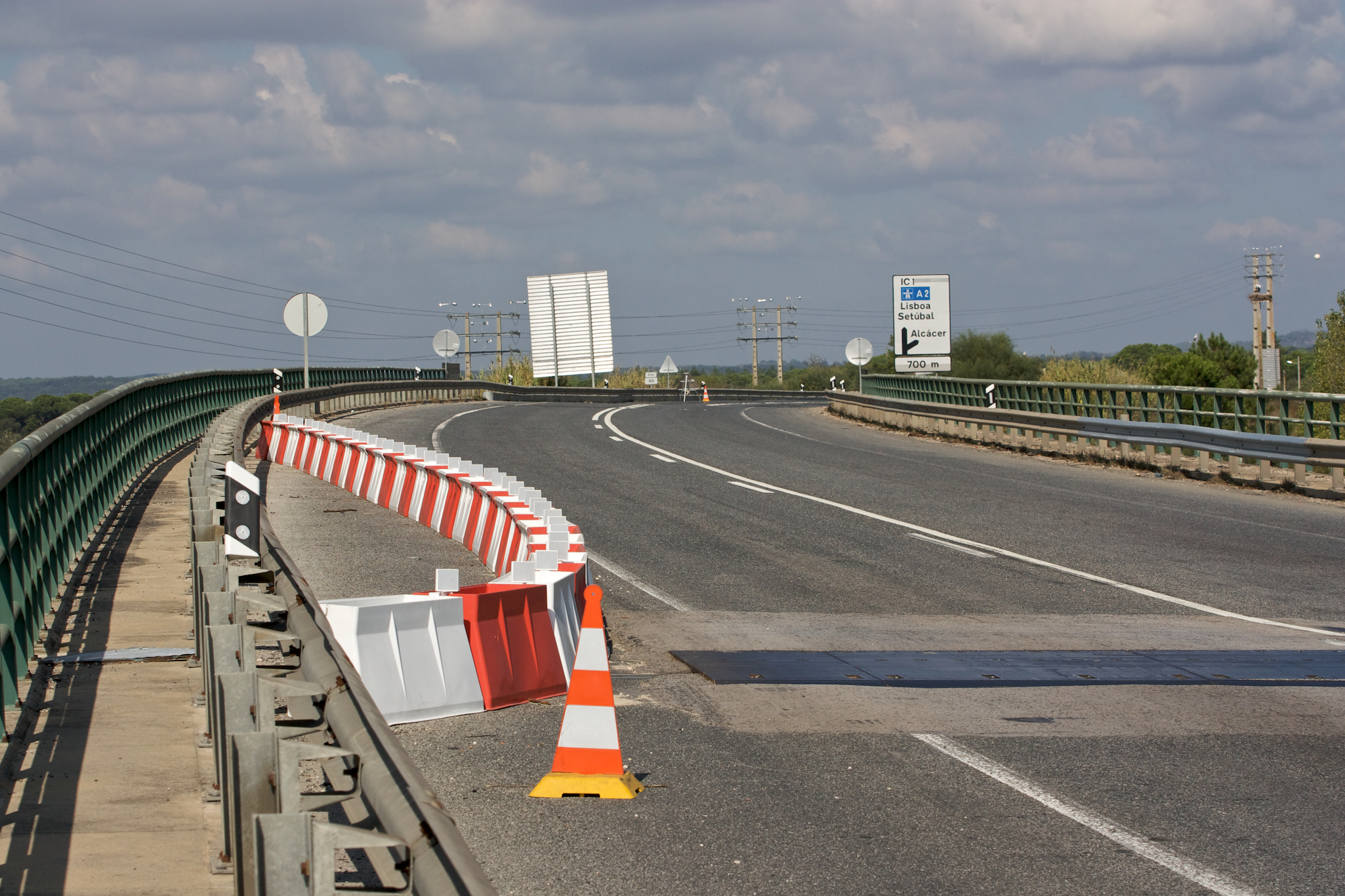
IC1 em Alcácer do Sal, no Alentejo

A sul do Tejo, o IC1 só volta a receber tal denominação na Marateca, no concelho de Palmela, na intersecção com a N 10. A partir daí segue até ao Algarve, percorrendo as planícies do Baixo Alentejo, mas afastando-se um pouco para o interior via Alcácer do Sal, Grândola, Lousal e Ourique. A sul de Ourique entra pelos agressivos vales da Serra do Caldeirão, tornando-se bastante sinuosa. Já no Algarve, serve São Bartolomeu de Messines, até entroncar na A22 — Via do Infante (desde janeiro de 2025 sem portagem), em Guia, Albufeira. Conta ainda com mais 950 metros até à N 125, dando acesso à cidade de Albufeira. Até 2002, à conclusão da autoestrada A 2, era a principal ligação de acesso ao Algarve, vindo de norte e foi parte integrante do IP1 desde 1985.
Possui inúmeras paragens de autocarro em plena via e atravessa inclusive o interior de várias localidades tais como Canal Caveira, Mimosa ou Aldeia de Palheiros, lugares de paragem "obrigatória" para os turistas que se deslocavam para o Algarve antes da entrada em serviço da A2.
De facto, esta longa secção do IC 1 resulta da junção de vários troços de estradas nacionais: a N 5 entre a Marateca e Alcácer do Sal, a N 120 entre Alcácer do Sal e Grândola, a N 259 entre Grândola e cruzamento para Beja, a N 262 entre o cruzamento para Beja e Alvalade do Sado e a N 264 daí até ao Algarve, em São Bartolomeu de Messines. Algumas destas estradas foram beneficiadas antes de receberem a denominação actual, no entanto outras mantiveram-se inalteradas. Apesar desta rota se ter tornado ao longo dos anos a mais utilizada, a principal ligação entre Lisboa e o Algarve, segundo o Plano Rodoviário Nacional de 1945, seria pela N 5 até Torrão do Alentejo e daí até ao Algarve pela N 2.
O IC 1 entre a Marateca, Alcácer do Sal e Grândola iria ser requalificado em 2013, estando previsto o desnivelamento de alguns nós e a supressão de alguns cruzamentos, bem como a construção de algumas rotundas. No entanto, apenas em 2018 as obras foram adjudicadas, contudo o IC1 já tinha sido alvo de obras de estética, devido ao mau estado da estrada.
| Troço                                       | Situação                                                                      | km  |
| ------------------------------------------- | ----------------------------------------------------------------------------- | --- |
| Marateca - Alcácer do Sal ( A 2 )           | Em serviço (sem perfil de IC) Ponte sob a Ribeira da Marateca aberta em 1988. | 24  |
| Variante de Alcácer do Sal                  | Em serviço (1992)                                                             | 9   |
| Alcácer do Sal - São Bartolomeu de Messines | Em serviço (sem perfil de IC)                                                 | 150 |
| São Bartolomeu de Messines - Guia ( A 22 )  | Em serviço (1986)                                                             | 16  |